# Mico saterei
Lo uistitì di Satéré (Mico saterei Silva & Noronha, 1998) è un primate platirrino della famiglia dei Callitricidi.
Deve il nome all'etnia india con la quale condivide gran parte del suo areale.
Vive nella foresta pluviale delimitata dagli affluenti del Rio delle Amazzoni Canuma, Paraná e Abacaxis: presenta quindi parapatria con Callithrix chrysoleuca e C. mauesi in parte dell'habitat.
Misura fino a 55 cm, con la coda lunga quasi il doppio del corpo, per un peso di circa 450 g.
Si differenzia dagli altri uistitì per la presenza, sia nei maschi che nelle femmine, di escrescenze pendule ai lati dei genitali esterni, che sono di colore arancione brillante: è l'unica specie di primate a possedere tali strutture, delle quali peraltro non si sa la funzione.

Il pelo è nerastro sul dorso e arancio sul ventre, mentre è bruno tendente al rossiccio sulle zampe posteriori: man mano che si va dalla parte prossimale a quella distale dell'arto la tonalità tende ad inscurirsi. Attorno alla testa e sulla codail pelo è nero. La faccia e le orecchie sono nude e rosa-giallastre.
Poco si sa sulle abitudini di questa specie recentemente scoperta, poiché non sono ancora stati fatti studi esaurienti sul capo né si possiedono esemplari in cattività su cui iniziare un minimo di ricerche di base: si ritiene tuttavia che il suo stile di vita non differisca eccessivamente da quello di altre specie di uistitì.